# بارلير
بارلير (Parler) هي خدمة شبكات اجتماعية أمريكية اُطلقت في أغسطس 2018 كبديل عن تويتر. يستخدم بشكل أساسي من قبل أشخاص مرتبطين بدونالد ترامب والسياسة اليمينية.

## محتوى
مثل العديد من منافذ «الوسائط البديلة» ("alt-media") الأخرى التي تأسست بعد عام 2016، يسعى بارلير إلى تمييز نفسه عن الشبكات الاجتماعية المنشأة من خلال السماح بالمحتوى الذي يعتبر مسيئًا في المواقع الأخرى. وبالتالي، وفقًا لما ورد في بوليتيكو، ينتمي جزء كبير من محتواه إلى تلك الفئة، مثل الرسائل المعادية للإسلام والرسائل المعادية للنسوية. نشاطه «مكرس في الغالب لعالم صغير من المناقشات الصديقة لترامب.»

## التاريخ
تأسس بارلير من قبل الرئيس التنفيذي جون ماتزي في عام 2018. اسمه مأخوذ من الكلمة الفرنسية والتي تعني «التحدث». عند بداية ظهوره في أغسطس 2018 كان يعاني من العلل والتي جعلت منه غير صالح للاستخدام في البداية تقريبا.
في ديسمبر 2018 و 2019، اكتسبت الخدمة سمعة سيئة وارتفاعًا كبيرًا في المستخدمين بعد أن بدأ الأشخاص المرتبطون بدونالد ترامب باستخدامها، بما في ذلك مدير حملته لإعادة الانتخاب براد بارسكيل ‏، والسناتور مايك لي، والناشط كانداس أوينز. سبق أن التقى ماتزي مع بارسكيل في أوائل مايو 2019. ومن بين المستخدمين البارزين الآخرين الأشخاص المحظورين من تويتر أو شبكات أخرى لقيامهم بسلوك هجومي، مثل (Anthony Cumia) و (Jacob Wohl) و (Laura Loomer) و (Milo Yiannopoulos) وبول جوزيف واتسون وروجر ستون. تستخدم شخصيات إعلامية اجتماعية يمينية أخرى بارلير كدعم احتياطي في حالة منعهم في تويتر.
وفقًا لـ ماتزي، فأنه اعتبارًا من مايو 2019، كان لدى بارلير حوالي 100,000 مستخدم. تضاعفت قاعدة مستخدمي بارلير بأكثر من الضعف في يونيو 2019 بعد انضمام حوالي 200000 من السعوديين إلى الموقع.

## روابط خارجية
- الموقع الرسمي